# Sergio Moreno Pérez
Sergio Moreno Pérez (Gáldar, 1960) es un científico español y profesor de investigación del Consejo Superior de Investigaciones Científicas (CSIC). En 2014, el Gobierno de Canarias le concedió el Premio Canarias de Investigación e Innovación por sus contribuciones científicas.

## Trayectoria
Nacido en el barrio de Barrial, en el municipio de Gáldar (Gran Canaria), estudió Farmacia en la Universidad de La Laguna y de Salamanca, donde se licenció en 1982. Realizó su tesis doctoral en el Departamento de Microbiología de la Facultad de Biología de la Universidad de Salamanca.  
Al finalizar su formación, se trasladó a Reino Unido donde trabajó desde 1986 a 1993 con el Profesor Paul Nurse, en la regulación del ciclo de división celular. En su estancia en Inglaterra, descubrió que los complejos Cdk/ciclina regulan la división celular. Estos estudios contribuyeron a sentar las bases del modelo de regulación de la división de las células.
Tras su vuelta a España, centró su labor científica de investigación en el estudio de inhibidores de la proliferación celular y de su papel en la diferenciación celular, el cáncer y la neurodegeneración. Además, ha colaborado en los proyectos de secuenciación y análisis funcional del genoma de varios organismos. También ha trabajado en el estudio del mecanismo de acción de varios agentes antitumorales, entre los que destaca el yondelis, compuesto químico empleado como fármaco en tratamientos de quimioterapia, que ha sido aprobado por la Agencia Europea del Medicamento para el tratamiento de sarcomas tejidos blandos y cáncer de ovario.
Desde 2004, presidió el Comité Científico Asesor del Instituto Canario de Investigación del Cáncer (ICIC), creado para dar respuestas científicas a los problemas específicos de Canarias en relación con la prevención, el diagnóstico y el tratamiento del cáncer.
De 2012 a 2016, ocupó la dirección del Instituto de Biología Funcional y Genómica de Salamanca. Es miembro académico de la Real Academia Nacional de Farmacia así como de la European Molecular Biology Organization, de la American Society for Cell Biology y de la Society for Neuroscience. 
Es colaborador del Instituto Canario de Investigación del Cáncer y de la Universidad de Las Palmas de Gran Canaria.

## Premios y reconocimientos
En 1997, recibió el premio Severo Ochoa de Investigación Biomédica. En 2004, recibió el Premio Atlántico de Investigación del Cáncer, que otorga el Instituto Canario de Investigación del Cáncer. Dos años más tarde, el Ayuntamiento de Gáldar le concedió la Medalla de Oro, un reconocimiento que concede a sus habitantes destacados, en este caso, en reconocimiento a la labor científica realizada.
En 2008, entró a formar parte de la Real Academia Nacional de Farmacia. En el año 2014, fue galardonado con el Premio Canarias de Investigación e Innovación que otorga el Gobierno de Canarias por 'la calidad de sus contribuciones publicadas en revistas de excelencia de altísimo impacto'.